# Birgaon
Birgaon ist eine Stadt im indischen Bundesstaat Chhattisgarh. 
Birgaon ist ein nördlicher Vorort von Raipur im Distrikt Raipur. Die Stadt besitzt seit dem 22. Juli 2014 den Status einer Municipal Corporation und ist in 40 Wards gegliedert.
Beim Zensus 2011 hatte die Stadt 96.000 Einwohner.
Nach mehreren Eingemeindungen betrug die Einwohnerzahl 2016 etwa 108.500. Die Stadtfläche liegt bei 36,85 km².